# Fran Topić
Fran Topić, né le 20 mars 2004 à Zagreb en Croatie, est un footballeur croate qui évolue au poste d'ailier droit au Dinamo Zagreb.

## Biographie

### En club
Né à Zagreb en Croatie, Fran Topić commence le football au NK Sesvete avant d'être formé par le Dinamo Zagreb. Il impressionne lors de la saison 2022-2023 dans le championnat junior en marquant 17 buts en 20 matchs. Des prestations qui poussent Igor Bišćan, l'entraîneur de l'équipe première, à l'appeler avec le groupe professionnel en avril 2023.
Il joue son premier match en première division, le 8 avril 2023 contre le NK Lokomotiva Zagreb. Il entre en jeu et son équipe s'impose par deux buts à un.
Il devient Champion de Croatie en 2023, le club étant sacré pour la 24e fois de son histoire,.

### En sélection
Topić représente l'équipe de Croatie des moins de 18 ans, pour un total de deux matchs joués en 2021.

## Palmarès
Dinamo Zagreb
- Championnat de Croatie (1) :
  - Champion : 2023.